# ستار هوتشوتز
ستار هوتشوتز هو فريق كرة سلة للمحترفين في الفلبين، تأسس في سنة 1988. ينافس في الرابطة الفلبينية لكرة السلة. مر عليه مدربون مثل رامون فيرنانديز، تشوت رييس وتيم كون.

## أبرز اللاعبين
من أبرز اللاعبين الذين لعبوا معه:
- بوب ماكان
- بايرون إيرفين
- كريس موريس
- دانيال أورتن
- داريوس رايس
- دنيس هوبسون
- يوليوس نوسو
- ماركوين تشاندلر
- رودني مونرو